# Forestier Peninsula
Forestier Peninsula är en halvö i Australien. Den ligger i delstaten Tasmanien, i den sydöstra delen av landet, omkring 48 kilometer öster om delstatshuvudstaden Hobart.
I omgivningarna runt Forestier Peninsula växer i huvudsak städsegrön lövskog. Runt Forestier Peninsula är det mycket glesbefolkat, med 3 invånare per kvadratkilometer. Genomsnittlig årsnederbörd är 619 millimeter. Den regnigaste månaden är november, med i genomsnitt 79 mm nederbörd, och den torraste är augusti, med 37 mm nederbörd.